# Ткачук, Александр Тимофеевич
Алекса́ндр Тимофе́евич Ткачу́к (11 (23) июня 1896 года, Одесса, Российская империя — 7 сентября 1971 года, Киев, СССР) — советский военачальник, полковник (1942), полный Георгиевский кавалер (1916), кавалер ордена Ленина (1945).

## Биография
Родился 11 (23) июня 1896 года в городе Одессе (по другим данным — родился в селе Благодатное Благодатновской волости Елисавеградского уезда Херсонской губернии), украинец.
До службы в армии работал в Одессе на механической фабрике штамповщиком и на заводе «Акционерного общества И. И. Гена», производящем плуги, жнейки, соломорезки, кукурузные молотилки и другое.

### Первая мировая война
С началом войны 18 июля 1914 года поступил добровольцем на военную службу и был зачислен рядовым в 256-й Елисаветградский пехотный полк 64-й пехотной дивизии. В августе с полком выступил на фронт под Сувалки, где воевал пулеметчиком и наблюдателем-дальномерщиком. После первого же боя на реке Неман у города Друскеники за боевые отличия награждён Георгиевским крестом 4-й степени и произведен в ефрейторы.
После отхода от Мазурских озер в 1915 году в Молодечно прошел трехмесячный курс дивизионной учебной команды и был произведен в младшие унтер-офицеры. В 1916 году из пинских болот дивизия была переброшена в Карпаты в 9-ю армию. Здесь Ткачук дослужился до старшего унтер-офицера, фельдфебеля роты и командира взвода разведчиков. За боевые отличия он был награждён Георгиевскими крестами 2-й и 3-й степени, а также четырьмя Георгиевскими медалями. После Брусиловского прорыва Юго-Западного фронта в 1916 году и стабилизации фронта Ткачук был направлен в школу прапорщиков при 9-й армии в город Черновцы. В этот же период пришел приказ о награждении его Георгиевским крестом 1-й степени. Через два месяца учебы как полный Георгиевский кавалер он был досрочно выпущен, произведен в подпрапорщики и вернулся в свой полк.

### Революция и Гражданская война
В 1917 году после Февральской революции принял командование 12-й ротой, был избран в полковой комитет и Георгиевскую думу. В том же году его командировали с фронта в город Херсон «для снятия учетников и сбора пожертвований для фронта». После отправки одного эшелона с продовольствием на фронт не вернулся, остался в Херсоне.
В ноябре 1917 года вступил там же в Красную гвардию. Начальником Херсонского отряда революционного порядка участвовал в разоружении «гайдамаков» и в борьбе с ними в селах Новые Олешки и Голая пристань Таврической губернии.
В марте 1918 года Ткачук убыл к родным в Одессу.
С вступлением в город в апреле 1919 года частей 3-й Украинской советской армии вступил в один из её полков. В мае 1919 часть войск армии во главе с Н. А. Григорьевым изменила советской власти и подняла восстание. Ткачук с группой красногвардейцев бежал из полка и вступил в партизанский отряд Голяницкого. Затем этот отряд влился в отряд И. К. Дьячишина. В июне 1919 года с отрядом вступил в город Одесса, после чего перешел командиром взвода в 1-й советский Коммунистический полк.
Находясь в Одессе, прошел обучение на краткосрочных 9-х пехотных курсах. По их окончании назначен начальником отряда по подавлению восстания немцев-колонистов под Одессой (Люстдорф), затем исполнял должность коменданта села Александровка. В августе 1919 года отозван и был назначен начальником эшелона ценностей города Одесса. Отходил с ним под артиллерийским обстрелом французских миноносцев на город Балта. На станции Балта эшелон взорвали, пути были перерезаны войсками Ю. О. Тютюнника, и Ткачук, назначенный командиром батальона 398-го стрелкового полка 45-й стрелковой дивизии, с дивизией пробивался из окружения на север. По выходе остатки дивизии были направлены на формирование в Вязьму, а оттуда под Петроград в Красное Село для борьбы с генералом Н. Н. Юденичем. Однако уже в ноябре дивизия была переброшена на Южный фронт, где участвовала в боях с войсками генерала А. И. Деникина и вооруженными формированиями Н. И. Махно в районах городов Ворожба, Сумы, Николаев, Одесса. Здесь Ткачук — исполняющий должности коменданта штаба 133-й бригады и командира взвода дивизионной школы. С апреля 1920 года командует ротой дивизионной школы.
Участвовал в боях с белополяками на Юго-Западном фронте в районах городов Белая Церковь, Дубно, Броды. После Советско-польской войны, с осени 1920 года — начальник экспедиционного отряда по борьбе с бандитизмом, участвует в ликвидации бандформирований в районе города Белая Церковь.

### Межвоенный период
В послевоенный период Ткачук продолжал служить в 45-й стрелковой дивизии Украинского ВО в должностях командира роты дивизионной школы, помощника командира и командира роты, начальника полковой школы и командира учебного батальона 134-го стрелкового полка. С сентября 1925 по сентябрь 1926 год обучался на курсах «Выстрел», затем вернулся в полк на прежнюю должность. С апреля 1931 года и. д. помощника командира по хозяйственной части мотоотряда 45-й стрелковой дивизии в городе Киев.
В сентябре 1931 года командирован на Ленинградские бронетанковые КУКС РККА им. А. С. Бубнова. По их окончании в июне 1932 года был назначен в бронетанковое училище им. И. В. Сталина в город Горький, где проходил службу преподавателем тактики и командиром роты курсантов. С переводом училища в Харьков оно было переименовано в Харьковское танковое училище им. Сталина, в нем Ткачук занимал должности командира роты курсантов и старшего преподавателя тактики.

### Великая Отечественная война
С началом войны переведен с училищем в САВО в город Чирчик. В октябре 1941 года подполковник Ткачук был назначен начальником автобронетанковой службы 38-й курсантской стрелковой бригады, находившейся на формировании в городе Фергана. По завершении формирования в середине декабря бригада была направлена под Москву и с 21 декабря вошла в подчинение Московской зоны обороны, находилась в составе 1-го отдельного и 2-го гвардейского стрелковых корпусов. В конце января 1942 года она была переброшена на Калининский фронт под Пено (у Старой Руссы), где в составе 2-го гвардейского стрелкового корпуса 3-й ударной армии вела успешные наступательные бои. С началом боевых действий на Калининском фронте в феврале 1942 года вступил в командование батальоном этой бригады. В одном из боев лично с отрядом из 24 человек и одним станковым пулеметом уничтожил до 400 солдат и офицеров противника, взяв много трофеев.
За успешное выполнение заданий командования 17 марта 1942 года бригада была переименована в 4-ю гвардейскую. В апреле Ткачук вступил в должность заместителя командира этой бригады. Приказом по войскам Калининского фронта от 28 августа 1942 за боевые отличия он был награждён орденом Красного Знамени.
В августе 1942 года бригада была переброшена на Закавказский фронт и сосредоточена в районе нас. пунктов Ачхой-Мартан, станица Червленая (Чечня), где затем вошла в подчинение 10-го гвардейского стрелкового корпуса Северной группы войск Северо-Кавказского фронта. В ходе начавшейся битвы за Кавказ бригада в составе корпуса вела тяжелые оборонительные бои на моздокском направлении, отражая крупные силы танков и пехоты противника. В сентябре 1942 года Ткачук вступил в командование 7-й гвардейской стрелковой бригадой этого корпуса. Командуя ею, отличился в боях за Санибу, за что был представлен к ордену Ленина.
Указом Президиума Верховного Совета СССР от 13 декабря 1942 «За образцовое выполнение боевых заданий командования на фронте борьбы с немецкими захватчиками и проявленные при этом доблесть и мужество» полковник был награждён вторым орденом Красного Знамени.
С выходом 10-го гвардейского стрелкового корпуса в район Туапсе в декабре 1942 года бригада была выведена в резерв Северо-Кавказского фронта. В 1942 году Ткачук вступил в ВКП(б). В январе 1943 года бригада вошла в подчинение 11-го гвардейского стрелкового корпуса, который вел боевые действия в составе 9-й, затем 58-й армий.
Приказом по войскам Северо-Кавказского фронта от 27 марта 1943 Ткачук был награждён третьим орденом Красного Знамени.
С 14 марта 1943 года — командир 32-й гвардейской стрелковой Краснознаменной дивизии, находившейся в это время в резерве Северо-Кавказского фронта. До 18 апреля дивизия пополнялась личным составом после Краснодарской наступательной операции в районах Краснодара, затем в нас. пунктах Львовская, Ананьевский, Красный Октябрь. 19 апреля она вошла в состав 56-й армии Северо-Кавказского фронта и сосредоточилась северо-восточнее станицы Крымская. В ночь на 29 апреля 1943 года передовой полк дивизии (80-й гвардейский) перешел в наступление совместно с 51-й гвардейской танковой бригадой. К утру следующего дня он достиг железнодорожного полотна, овладел совхозом Пятилетка и продвигался в направлении станицы Крымская. Встретив сильное огневое сопротивление противника, полк в беспорядке начал отходить. В этих условиях полковник Ткачук потерял управление частями дивизии и не принял должных мер к наведению порядка. Кроме того, имели место ложные доклады о положении частей старшим начальникам. В результате дивизия понесла большие потери (было убито 478 и ранено 1451 человек). За это приказом по войскам Северо-Кавказского фронта от 2 мая 1943 года он был снят с должности и отдан под суд.

29.4.43 г. бывший командир 32 гв. сд гвардии полковник Ткачук донес командарму 56, что части дивизии овладели участком железной дороги восточнее Крымская и вышли к отметке 14.7. Проверкой этого факта было установлено, что дивизия, подходя к железнодорожной насыпи, встретила огонь противника и залегла. Вместо честного признания в положении дивизии полковник Ткачук стал на путь лжи.— Директива командующего войсками фронта № 005 «О недочётах в наступательных действиях войск», от 6 мая 1943 года.
Выездной комиссией Военной коллегии Верховного Суда СССР в заседании 13 июня 1943 года он был обвинен по статье 193.2, п. «д» и 193.17, п. «б» УК РСФСР и приговорен к 10 годам лишения свободы, с лишением воинского звания «гвардии полковник». В заседании президиума Верховного Совета СССР от 28 июня 1943 года, после рассмотрения ходатайства о помиловании, Ткачук был освобожден из мест заключения с присвоением звания майор и направлен в действующую армию на должность командира 309-го гвардейского стрелкового полка 109-й гвардейской стрелковой дивизии.
В июле — августе дивизия в составе 56-й армии Северо-Кавказского фронта вела ожесточенные бои на подступах к ст. Молдованская. С 23 августа она была выведена в резерв Северо-Кавказского, затем Южного фронтов и по железной дороге передислоцирована в район Новошахтинска Ростовской области, где с 13 сентября вошла в состав 44-й армии. С 26 сентября в ходе начавшейся Мелитопольской наступательной операции части дивизии перешли в наступление на главном направлении армии. При прорыве обороны противника 27 сентября Ткачук был тяжело ранен (осколочное ранение правого бедра) и до конца мая 1944 года находился в госпиталях городов Ростов и Баку.
За мужество и героизм в этой операции командованием 10-го гвардейского стрелкового корпуса и 44-й армии он был представлен к званию Героя Советского Союза. Однако, Приказом по Войскам 4-го Украинского фронта от 9 декабря 1943 награждён орденом Суворова 3-й степени. После выхода из госпиталя в июне 1944 года он был назначен заместителем командира 38-й запасной стрелковой дивизии Закавказского фронта и в этой должности находился до конца войны. На основании определения Военной коллегии Верховного Суда СССР от 25 августа 1944 года судимость с него была снята и он был признан не имеющим судимости.

### Послевоенная карьера
После войны полковник Ткачук с мая 1945 года вступил в командование 88-м запасным стрелковым полком этой же 38-й запасной стрелковой дивизии. С сентября того же года зачислен в резерв офицерского состава Тбилисского ВО, затем в ноябре назначен командиром 3-го гвардейского механизированного ордена Ленина полка 1-й гвардейской механизированной Венской орденов Ленина и Кутузова дивизии.
11 ноября 1946 года уволен в запас.
Умер 7 сентября 1971 года.

## Награды
СССР
- орден Ленина (21.02.1945[15])
- четыре ордена Красного Знамени (28.08.1942, 13.12.1942, 27.03.1943; 03.11.1944[15])
- орден Суворова III степени (09.12.1943)
- медали, в том числе:
  - «XX лет Рабоче-Крестьянской Красной Армии»
  - «За оборону Кавказа»
  - «За победу над Германией в Великой Отечественной войне 1941—1945 гг.»

Российская империя
- Георгиевский крест 1-й степени (1916)
- Георгиевский крест 2-й степени №44936

 «Награждён 08.12.1916 от Имени Государя Императора, Его Императорским Высочеством Великим Князем Георгием Михайловичем за отличие в бою 15.11.1916 у выс. 1307»
- Георгиевский крест 3-й степени №36018

 «За выдающиеся подвиги храбрости и самоотвержения против неприятеля в боях. Награждён на основании п. 17 ст. 67 Георгиевского Статута» 
- Георгиевский крест 4-й степени №18449 (1914)

 «За выдающиеся подвиги храбрости и самоотвержения против неприятеля в боях. Награждён на основании п. 29 ст. 67 Георгиевского Статута» 
- Георгиевская медаль 1-й степени
- Георгиевская медаль 2-й степени
- Георгиевская медаль 3-й степени
- Георгиевская медаль 4-й степени